# 고노 다로
고노 다로(일본어: 河野太郎, 1963년 1월 10일 ~ )는 일본의 정치인 가문, 정치인이다. 자유민주당 소속의 중의원 의원(9선)이며 제150·151대 외무대신과 제20대 방위대신을 지냈으며 행정개혁 담당대신을 역임했고 현재는 자유민주당의 홍보본부장을 맡고 있다. 조부는 부총리, 건설대신, 농림대신 등을 지낸 고노 이치로이고 부친은 외무대신, 부총리 등을 지낸 고노 요헤이이며 종조부는 중의원 및 참의원 의원을 지낸 고노 겐조이다.

## 생애

### 어린 시절
1963년 1월 10일, 일본 가나가와현 히라쓰카시에서 고노 요헤이의 장남으로 태어났다. 그의 집안은 예로부터 가나가와현 지역의 유지로 통해 왔으며, 조부와 부친 모두 유력 정치인 출신이다. 그는 히라쓰카시립 하나미즈 소학교(초등학교)를 졸업한 뒤 사학재단 게이오기주쿠 산하 게이오기주쿠 중등부와 고등학교를 졸업했다. 고등학교 시절에는 육상부 주장을 맡기도 했다. 이후 1981년 4월 게이오기주쿠 대학 경제학부에 입학했으나 2개월 만에 중퇴했고, 곧바로 미국 유학길에 올라 매사추세츠주 앤도버에 있는 서머스쿨에 들어갔다. 그 후 코네티컷주에서 기숙학교와 어학원을 전전하다가 1982년 9월에 조지타운 대학교 국제학부에 입학, 비교정치학을 전공했다. 이후 1984년에는 폴란드 중앙계획통계대학교(현 바르샤바 경제대학교)에 교환학생으로 건너갔다가 1985년 1월 조지타운 대학에 복학한 뒤 동년 12월 졸업했다.
조지타운 대학교 재학 시절에는 훗날 빌 클린턴 행정부의 국무장관이 되는 매들린 올브라이트의 세미나에 참가하기도 했다. 또 1984년 미국 대통령 선거 민주당 후보 경선에 출마한 앨런 크랜스턴 상원의원의 대선 캠프에서 자원봉사를 하고, 리처드 셸비 하원의원 밑에서 인턴을 하기도 했다. 폴란드에서 교환학생으로 유학하던 시절에는 당시 가택연금 상태였던 레흐 바웬사 '연대' 의장의 자택을 방문했다가 체포되어 다음 날 보석으로 풀려날 때까지 유치장에 구금되었던 일화가 있다. 당시 폴란드는 동구권의 사회주의 국가였는데, 고노는 폴란드 교환학생 시절에 대해 "대학 기숙사의 식사는 거의 매끼 감자와 초절임 양배추 뿐이었다"라고 회고한 바 있다.

### 회사원 시절
조지타운 대학교 졸업 후 일본으로 귀국한 고노는 1986년 2월 후지 제록스에 입사하여 조사통계부에서 근무를 시작했다. 이후 기획부를 거쳐 국제사업부로 옮긴 뒤에는 싱가포르에 있는 아시아·태평양 지사에 파견되기도 하였다. 이후 1993년 1월에는 고노 가문이 대대로 경영해온 회사인 일본단자에 들어가 자동차 및 전자기기 부품의 개발과 생산, 해외 수출 업무를 담당했다.

### 중의원 의원 시절

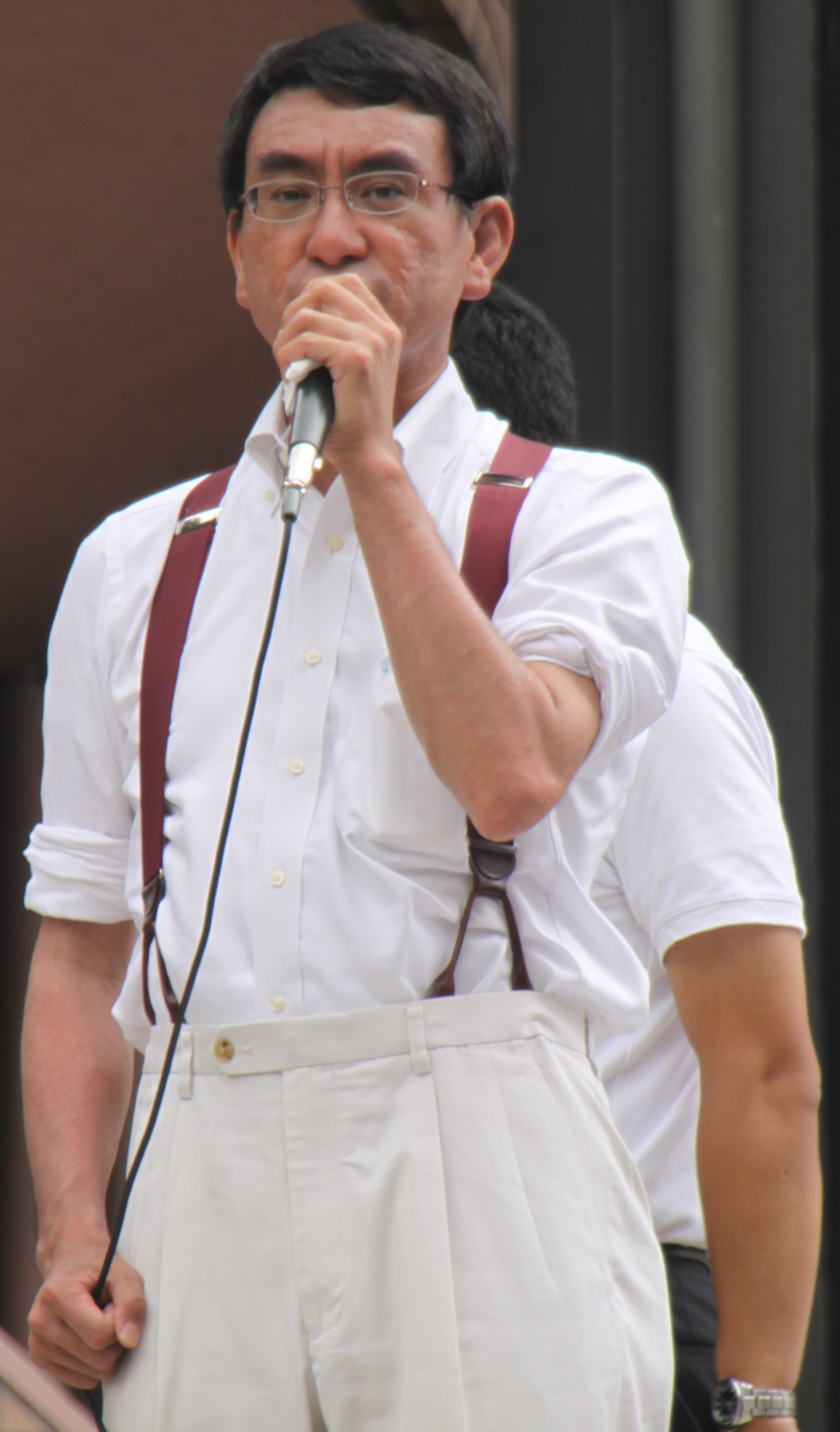
연설하는 고노 다로

그는 아버지 고노 요헤이에 이어 정계 입문을 준비하고 있었는데, 1996년 제41회 중의원 의원 총선거 때부터 소선거구제가 도입되면서 아버지의 지역구였던 가나가와현 제5구가 분해되었다. 결국 아버지 고노 요헤이는 가나가와현 제17구에 출마했고, 자신은 제15구에 자민당 공천을 받아 출마하여 당선되면서 부자가 함께 국회에 입성하게 되었다.
그는 자민당 내에서 한동안 무파벌로 지내다가 아소 다로의 권유로 미야자와 기이치가 회장을 맡고 있던 굉지회에 들어갔지만, 1999년 아버지 고노 요헤이와 아소 다로를 따라 굉지회에서 탈퇴한 뒤 고노 그룹(대용회)로 옮겼다. 이후 2000년과 2003년 총선거에서도 당선되었다. 제1차 고이즈미 내각에서는 총무대신 정무관, 제3차 고이즈미 개조내각에서는 법무 부대신을 역임했으며 2006년에는 자민당 정조부회장(법무 담당)에 취임했다. 이후 호세이 대학 대학원에서 객원교수로 임용되었다.
2008년 9월에는 중의원 외무위원장에 취임했다. 이후 2009년 9월에 치러진 자민당 총재 선거에 출마했으나 다니가키 사다카즈에 밀려 2위를 기록했다. 2010년 4월에는 자민당 간사장 대리가 되었다. 이후 동년 9월 22일 자민당의 그림자 내각(Shadow Cabinet)에서 행정개혁 담당대신 자리에 올랐다.

### 국가공안위원장 겸 행정개혁 담당대신 시절

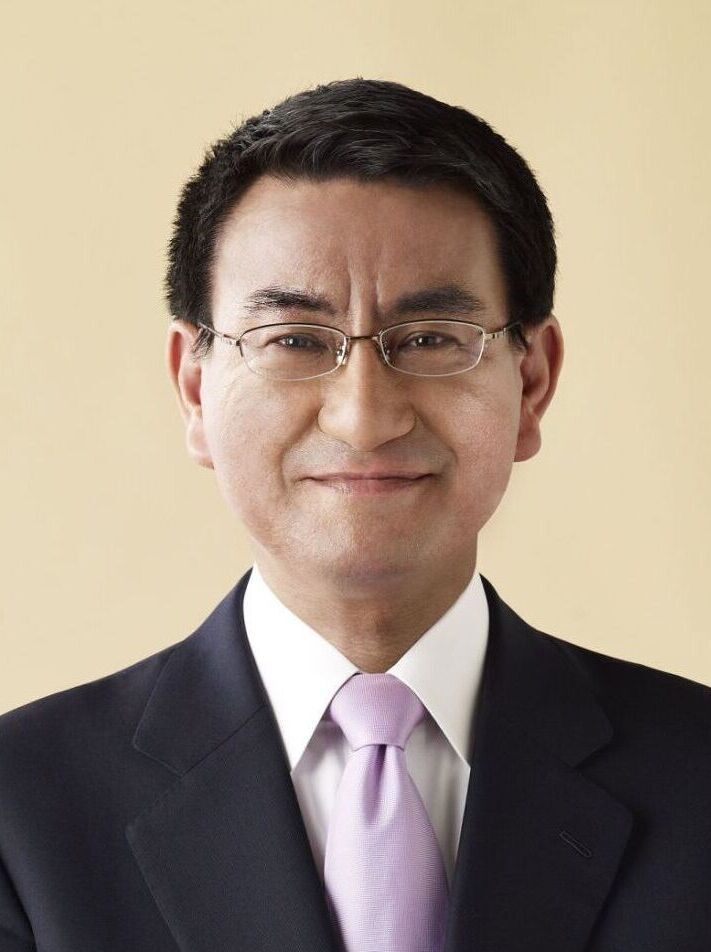
국가공안위원장 재임 시절

2015년 10월 7일, 아베 신조 총리로부터 국가공안위원회 위원장, 행정개혁 담당대신 등의 직책을 받고 처음 입각했다. 재임 시절 소비자청의 도쿠시마현 이전을 추진했으나 국회와의 업무 연계 등의 문제로 이전을 연기했다. 이후 2016년 8월 개각을 통해 교체되었다.

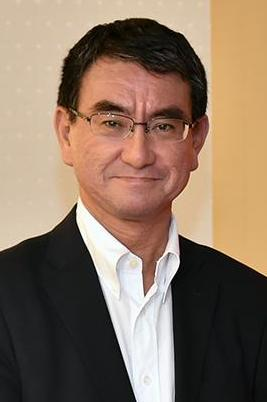
2017년 8월 10일 촬영

### 외무대신 시절

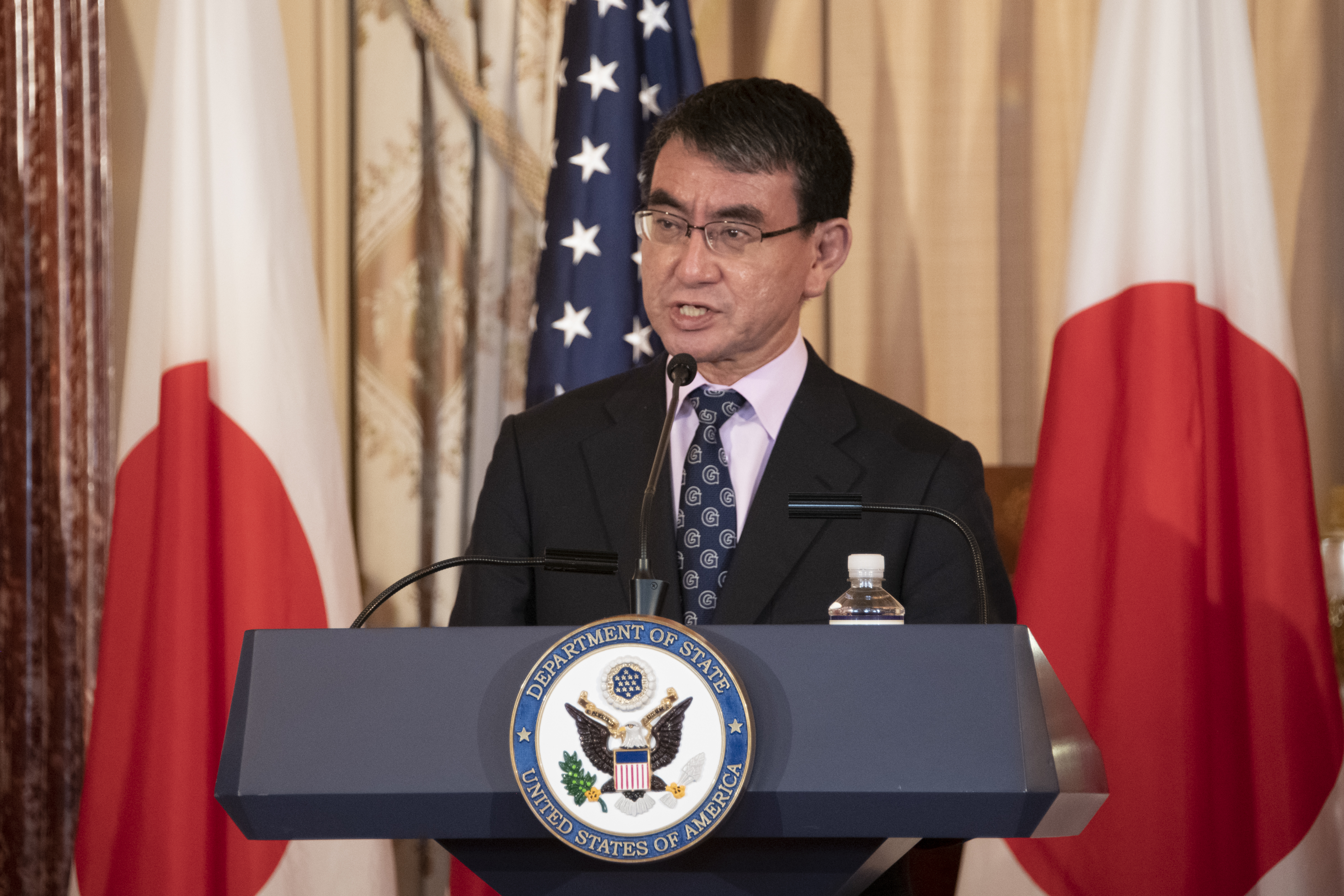
미국 국무부에서 열린 기자회견에서 고노 다로 (2019년 4월 19일)

2017년 8월, 제3차 아베 신조 내각에서 외무대신으로 발탁되면서 1년 만에 재입각했다. 취임 후 미국을 방문한 자리에서는 미국이 비준하지 않은 포괄적 핵실험 금지 조약(CTBT)를 놓고 미국 측에 조기 비준을 요구하기도 했다. 이후 동년 11월에 조직된 제4차 아베 신조 내각에서도 유임되었다.
2018년 12월 11일에 열린 기자회견에서는 세르게이 라브로프 러시아 외교장관이 "쿠릴 열도를 러시아령으로 인정하는 것이 평화조약의 전제이다"라는 입장을 발표한 것에 대한 기자들의 질문에 대해 "다음 질문을 받겠다"며 답변을 거부했고, 러시아 측 주장에 어떠한 입장도 내놓지 않았다.
동년 12월 20일에는 한일 해상 군사 분쟁이 있었고, 고노는 한국 외교부 소식통을 통해 대응했다.
2019년 3월 22일에는 자신에게 신우신염이 있음을 알렸고, 자택에서 요양에 들어갔다가 25일 직무에 복귀했다.
2019년 4월 26일, 외무대신 취임 후 100번째 방문하는 외국으로 사우디아라비아를 택했다. 전임 기시다 후미오가 약 4년 8개월간 방문한 나라가 총 93개국이었던 것과 비교하면, 고노는 취임 후 2년도 안 되어 100개국을 방문한 것이다. 특히 그동안 중동 국가 방문 횟수가 눈에 띄게 많았다는 점이 주목을 받았다.
이후 2019년 9월 개각에서 모테기 도시미쓰가 새 외무대신으로 임명되면서 고노는 방위대신으로 자리를 옮기게 되었다. 외무대신 재임 기간 동안 외국 방문 횟수는 59회, 총 123개국을 방문하면서 역대 최다 기록을 경신했다. 또한 재임 2년 1개월 중 무려 291일을 외국 방문에 썼는데, 이는 3일 중 하루 이상 외국에 나가 있었다는 셈이 된다. 이에 대해 '스탬프 랠리 외유'라는 비판이 나오기도 했다.

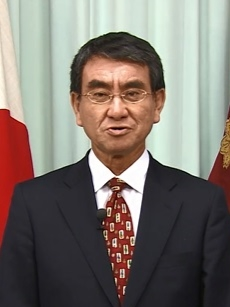
2020년 1월 6일 촬영

### 방위대신 시절
2019년 9월 11일, 제4차 아베 신조 제2차 개조내각에서 방위대신으로 취임했다.
2020년 6월 15일에는 이지스 어쇼어의 배치 작업을 중단할 것을 발표하고, 6월 24일 개최된 국가안전보장회의에서 정식으로 배치 중단을 결정했다. 이지스 어쇼어의 배치 작업 중단을 결정하기 전에 이에 대해 보도한 NHK와 요미우리 신문에 대해 "가짜 뉴스"라고 비난했던 고노는 구체적으로 무엇이 허위 보도인지는 지적하지 않았는데, 결과적으로 사실이었던 것이다.

### 행정쇄신담당대신 시절
2020년 9월 16일, 스가 내각이 출범하면서 행정쇄신담당대신으로 자리를 옮겼다.
취임 바로 다음 날에는 '행정개혁 신문고'를 자신의 공식 사이트에 개설했다. 고노는 당초 모든 민원을 읽어볼 것이라고 밝혔으나 예상 외로 참여자가 몰려들면서 하루 만에 운영을 중단했다. 이후 9월 25일, 내각부 홈페이지에 '규제개혁·행정개혁 핫라인'이라는 이름으로 다시 설치했으나, 이마저도 몰려드는 민원을 감당하지 못해 11월 27일에 또다시 중단했다. 이 기간 동안 군마현 지사인 야마모토 이치타의 민원을 통해 구급차의 고속도로 통행료 무료화가 이루어지는 성과도 있었지만, 고노 본인도 문제의식을 했던 대로 각 부처의 부담 증가로 이어질 것이라는 우려도 제기되었다.
2021년 1월 18일에는 스가 요시히데 총리로부터 신설된 '신종 코로나바이러스 감염증 백신접종추진 담당대신'에 추가 임명되면서 후생노동성 등 소관 부처 외에 제약회사, 의사회, 의약품 도매업자, 물류업자 등 관계자들 사이의 조율을 맡게 되었다. 1월 20일에는 화이자와 백신 수급 계약을 맺었다.
동년 9월 3일, 스가 요시히데 총리가 차기 총재 선거 불출마를 선언하자 고노는 즉각 출마 의사를 밝혔다. 9월 10일에 국회에서 정식으로 기자회견을 열고 총재 선거 출마를 선언했다.

## 역대 선거 결과
|  | 36.44% |

|  | 47.44% |

|  | 59.89% |

|  | 63.88% |

|  | 53.25% |

|  | 79.98% |

|  | 66.79% |

|  | 67.63% |

|  | 79.32% |

## 같이 보기
- 혼고 후사타로 - 일본 제국 육군 대장, 고노의 외외증조부